# Dresden (album)
Dresden (In Concert) – pierwszy koncertowy album Jana Garbarka, który został wydany w 2009 roku. Jest wydawnictwem dwupłytowym zarejestrowanym w październiku 2007 roku w Alte Schlachthof w Dreźnie.
Album w Polsce uzyskał status złotej płyty.

## Lista utworów

### CD1
1. Paper Nut
2. The Tall Tear Trees
3. Heitor
4. Twelve Moons
5. Rondo Amoroso
6. Tao
7. Milagre Dos Peixes

### CD2
1. There Were Swallows
2. The Reluctant Saxophonist
3. Transformations
4. Once I Dreamt A Tree Upside Down
5. Fugl
6. Maracuja
7. Grooving Out!
8. Nu Bein
9. Voy Cantando